# Autolisina
In biologia molecolare, le autolisine sono una classe di enzimi che si attivano quando una cellula batterica va incontro a processi di divisione cellulare o di crescita. Il loro effetto è quello di rompere la parete cellulare formata da peptidoglicano, elidendo il legame 1-4β glicosidico fra l'N-acetil glucosamina e l'acido N-acetil muramico, in modo tale da inserire nuovo peptidoglicano.
Le autolisine sono formate a partire dal gene precursore, Atl. Le amidasi (EC 3.5.1.28), la gametolisina (EC 3.4.24.38) e la glucosaminidasi sono considerate tipi di autolisine.
Le autolisine sono presenti in tutti i batteri contenenti peptidoglicano e sono potenzialmente considerati enzimi letali se non tenuti sotto controllo. Antibiotici di recente concezione sono basati sull'idea di bloccare il processo di rottura del peptidoglicano da parte delle autolisine, impedendo quindi la crescita della cellula.